# Kalenderkunstje
Er bestaan diverse ezelsbruggetjes voor het onthouden van eigenschappen van maanden of dagen. Deze ezelsbruggetjes worden ook wel kalenderkunstjes genoemd.

## Het aantal dagen in een maand
Maak een vuist van uw linkerhand en begin met uw rechterwijsvinger te tellen op de knokkel van de linkerpink. We tellen zowel de knokkels als de dalletjes ertussen. Zo tellen we januari (knokkel), februari (dal), maart (knokkel), april (dal), mei (knokkel), juni (dal) en juli (knokkel). Nu zijn we bij de knokkel van de linkerwijsvinger en beginnen we weer opnieuw bij de knokkel van de rechterwijsvinger: augustus (knokkel), september (dal), oktober (knokkel), november (dal) en december (knokkel). We eindigen op de knokkel van de ringvinger.  De knokkels horen bij de lange maanden (31 dagen) en de dalen bij de korte maanden (30 dagen, februari 28 of 29 dagen).

## De dag van de week
De dag van de week (maandag, dinsdag, ...) van een gegeven datum in een jaar is uit het hoofd uit te rekenen als je voor dat jaar de weekdag van de laatste dag van februari weet (de 28e in een gewoon en de 29e in een schrikkeljaar). Deze dag noemen we de doemdag van het jaar. De dagen 4 april (4/4), 6 juni (6/6), 8 augustus (8/8), 10 oktober (10/10) en 12 december (12/12) vallen altijd op doemdag. Van hieruit zijn de andere dagen eenvoudig(er) te berekenen.
Voorbeeld: eerste kerstdag 2005. De doemdag van 2005 (28 februari 2005) is een maandag en dus is 12 december 2005 dat ook. Van daar naar tweede kerstdag (26 december 2005) is twee weken en dus valt de eerste kerstdag (25 december 2005) op een zondag.